# めっちゃキャン
『めっちゃキャン』は、原作：九十九森、作画：国広あづさによる日本の漫画作品。『月刊少年チャンピオン』（秋田書店）によって連載された。全4巻。

## 概要
築地を舞台に、老舗卸売業者である「一心」の娘であり、この作品の主人公である天海いちごを始めとするキャラクターたちによって進められる魚河岸料理コミックである。
本作では、料理を食べた登場人物が多分にお色気描写を盛り込んだリアクションを取る描写が特徴。

## 登場人物

### 一心（いっしん）
天海いちご（あまみ いちご）
本編の主人公で、14歳で自称・老舗卸売業者「一心」の十代目。匂いだけで魚や料理の良し悪しがわかる「鼻利き」という特技を持っており、昔「嗅ぐや姫」と呼ばれていた大女将である祖母譲りのもの。だが午前2時ぐらいから朝方にかけてが一番忙しい家業を手伝っているため、本業である学校では遅刻・授業中の居眠りは日常茶飯事のこと。名前の「いちご」の由来は苺ではなく、「一期一会」の一期から来ているらしい。
本編の題名にもなっている「めっちゃキャン」とは彼女の「めちゃめちゃお俠」な性格を略したものである。
磯崎哲治（いそさき てつじ）
元・暴走族の特攻隊長だが、今は「一心」の従業員で天海いちごの舎弟。機械いじりが得意で、よくターレットを改造して公道を走っている。しかし、当然ながらターレットで公道を走ることは違法であり、パトカーと追いかけっこをすることもある。3度目の挑戦でふぐ調理師免許を取得。昭和63年生まれ。
天海一（あまみ はじめ）
「一心」の九代目で、いちごの父親である。また娘であるいちごからは「おとん」と呼ばれている。
天海君恵（あまみ きみえ）
いちごの母親で事務会計を担当している。

### 鮨 桜井（すし さくらい）
桜井淳（さくらい じゅん）
江戸前寿司屋である「鮨 桜井」の主人の息子であり、いちごと同じクラス。

### その他
綾小路綾子（あやのこうじ あやこ）
辛口で有名なグルメ評論家で、酷評に耐え切れず店をたたんだ人は多いが、綾小路に認められた場合は売り上げが10倍近くになったりする。そのため1年で自社ビルを建てた店もあるらしい。
メアリー
いちごのクラスに転校してきたイギリス生まれの帰国子女であり、自己紹介のときにクラスの人から「お人形さんみたい」と言われるが、ワザとであるが人から嫌われるような態度をとる。しかしそれは6歳のときに両親が離婚し、まだ幼かった妹と弟は日本人である母親に、メアリーだけ父親に引き取られ、さらにその父親は貿易商の仕事をしているために転勤が多く、その度に転校を余儀なくされ、親しくなればなるほど辛くなる別れを回避するためである。この事実は常にメアリーの傍にいる変な日本語を喋る執事のレオンが喋ったものである。

## 単行本
- 原作：九十九森・作画：国広あづさ『めっちゃキャン』秋田書店〈少年チャンピオン・コミックス〉、全4巻
  1. 2006年8月8日発売 ISBN 4-253-21201-8
  2. 2006年12月8日発売 ISBN 4-253-21202-6
  3. 2007年4月6日発売 ISBN 4-253-21203-4
  4. 2007年7月6日発売 ISBN 4-253-21204-2

ただし、版元の秋田書店ではすでに絶版。